# Min Homosyster
Min Homosyster (en suec La meva germana gai) és un curtmetratge suec-noruec dirigit per Lia Hietala i estrenat el 2017. La pel·lícula es va estrenar l'11 de febrer de 2017 al 67è Festival Internacional de Cinema de Berlín i es va projectar allà al Generation Kplus. Va guanyar el Premi Teddy en la categoria de curtmetratges.

## Argument
La Cleo, de deu anys, passa temps amb la seva germana lesbiana Gabbi i la seva xicota Majken a la seva casa d'estiueig al nord de Suècia/nord de Noruega. La Gabbi li pregunta a la Cleo sobre els seus contactes socials, el seu equip de voleibol, els seus amics i surten converses molt personals. La Cleo creu que els gossos sense pèl són millors que els terriers amb revestiment arrissat? Estima la Sadira? O potser Kevin? I com saps que estàs enamorat? Tot i que Gabbi posa una lleugera pressió sobre Cleo, Majken és molt més obert amb la noia.

## Producció
La pel·lícula està ambientada al nord de Suècia/nord de Noruega. Va ser dirigit per Lia Hietala, que també va escriure el guió. Min Homosyster va ser produït per New Stories i Toft Film.
La pel·lícula es va estrenar l'11 de febrer de 2017 al 67è Festival Internacional de Cinema de Berlín i es va projectar allà al Generation Kplus.

## Premis
- 2017: 67è Festival Internacional de Cinema de Berlín: Premi Teddy al millor curtmetratge.[3]
- 2017: The Tel Aviv International LGBT Film Festival: Millor curtmetratge internacional, premi del Jurat[4]
- 2017: Fire!! Mostra Internacional de Cinema Gai i Lesbià (premi al millor curtmetratge)

### Nominacions
- 2017: Festival de Cinema de Zagreb per The Golden Pram[5]

### Altre festivals
- 2017: SEOUL International Women’s Film Festival
- 2017: MIX Copenhagen
- 2017: Queerfilm Festival Bremen
- 2018: KUKI 11 (International Short Film Festival for Children and Youth Berlin 2018)[6]
- 2018: Internationales Frauenfilmfestival Dortmund/Köln[7]